# DOMINO (ダンスユニット)
DOMINO（ドミノ）は日本の女性3人組ボーカル&ダンスユニットである。所属レーベルはキューンレコード、所属事務所はパンデミュージック。2000年に結成。2009年にはインディーズデビュー、メジャーデビューをした。

## 来歴
- 幼少の頃から歌ったり踊ったりするのが好きだったメンバーの3人が、小学4年生（10歳）の時にSPEEDに憧れて入ったダンス・ボーカルスクールで出会い、意気投合しダンスユニットを結成。様々なダンスコンテストに出場し、好成績を残した。
- 2008年に開催された、JFN系ラジオ番組SCHOOL OF LOCK!主催の閃光ライオット2008に出演。同イベントのためのインディーズレーベル『閃光レーベル』から2009年2月18日にインディーズデビュー。同年7月22日にキューンレコードからメジャーデビューを果たした。

## メンバー
- Yu-mi（ユ-ミ、1990年6月16日 - ）

東京都出身。血液型はB型。
- Mayu（マユ、1990年12月3日 - ）

神奈川県出身。血液型はAB型。
　　　2013年4月20日、虎姫一座二期生の一員「まゆ」としても活動開始
- Shiori（シオリ、1990年8月22日 - ）

神奈川県出身。血液型はA型。
元AKB48の佐藤亜美菜と仲がいい。

## ディスコグラフィー

### シングル
| 枚  | 発売日         | タイトル               | シリアル                 |
| --- | -------------- | ---------------------- | ------------------------ |
| 1st | 2009年7月22日  | DON'T STOP DA MUSIC!!! | KSCL-1419                |
| 2nd | 2009年11月25日 | Why...                 | KSCL-1508                |
| 3rd | 2010年7月28日  | キラキラ               | KSCL-1621                |
| 4th | 2010年12月1日  | U can do it!           | KSCL-1707/1708 KSCL-1709 |

### ミニアルバム
| 枚           | 発売日        | タイトル   | シリアル                 |
| ------------ | ------------- | ---------- | ------------------------ |
| インディーズ | 2009年2月18日 | JK riot!!! | RIOT-3                   |
| 1st          | 2011年8月3日  | GO GiRL    | KSCL-1824/1825 KSCL-1826 |

### アルバム
| 枚  | 発売日       | タイトル | シリアル                 |
| --- | ------------ | -------- | ------------------------ |
| 1st | 2011年9月7日 | 20!!!    | KSCL-1848/1849 KSCL-1850 |

### 参加作品
| 発売日         | 曲名 | 収録された作品                        |
| 2008年11月26日 | ABC  | Various Artists「閃光ライオット2008」 |

### タイアップ
| 曲名         | タイアップ                                                     |
| Why...       | フジテレビ系「ウチくる!?」12・1月度エンディングテーマ          |
| キラキラ     | TBS系「ランク王国」6・7月度オープニングテーマ                  |
| U can do it! | テレビ東京系アニメ「NARUTO -ナルト- 疾風伝」エンディングテーマ |
| U can do it! | テレビ東京系「DANCE@TV」12月度オープニングテーマ               |
| 約束         | テレビ東京系アニメ「NARUTO -ナルト- 少年篇」オープニングテーマ |
| GO GiRL      | テレビ東京系「DANCE@TV」9月度オープニングテーマ                |

## 出演番組
- DOMINOのがちゃがちゃRIOT!!! (FM NACK5、土曜日24:00〜24:30)